# Zöldfolyosó
A zöldfolyosó elnevezés az amerikai tájépítészetből ered, greenways elnevezéssel említették a zöld utakat. „A zöld utak hálózata ökológiai, üdülési és kulturális örökségi aspektusokat is magában hordoz.”
A folyosó a tájban a természetes élőhely-foltokat összekötő tájelem, mely fajösszetétele, felépítése eltér a környező területekétől.
Az élőhely-fragmentáció az élőhely területi csökkenésének és feldarabolódásának folyamata. A feldarabolódott élőhely területeit a közöttük elhelyezkedő, átalakult vagy átalakított területek teljesen izolálhatják. Kis alapterületet igénylő változtatás is megakadályozhatja a fajok vándorlását, pl. út, vasút, csatorna.
A terület-feldarabolódás hatásai többek között a terület szegélyétől való távolság csökkenése, így a szegélyhatások erősödése (mikroklimatikus hatások, zavarás, szennyezőanyagok), a csökkent élőhelyterület miatt a kompetitív hatások erősödése, a táplálékforrások és a párválasztási lehetőségek szűkülése. A genetikai diverzitás a kis egyedszámú populációkban csökken.

## Izoláció
Az élőhelyek elszigetelődése, melyek a fajok mozgását, elterjedését akadályozzák. Eredhet az élőhelyek különbözőségéből illetve művi létesítmény okozta barrierhatás által.

## Szegélyhatás
Eltérő biológiai aktivitású területek találkozásánál létrejövő egyedi élőhely-területek. A szegélyterület sugárzás-, légáramlás-, hőmérséklet- és légnedvességviszonyai mindkét határoló területétől eltérnek. Vizuálisan a szegélyvonalak befolyásolják a táj karakterét, forma- és színkontrasztot adnak.

## Zöldfolyosó típusok
Folyamatos és lépegetőkő jellegűek, lehetnek az eredeti természetes élőhely maradványai vagy mesterségesen telepítettek és fenntartottak. Utóbbira példák a telepített erdősávok, fasorok, cserjesávok, az extenzív kertek és gyümölcsösök, a mesterséges medrű vízfolyások.
Zárt sövénynek minősül, melynek összfelületében maximum 10% nyílás, átjárás található. Az áttört sövény a legmegfelelőbb az élővilág szempontjából, ennek 10-30%-a a nyílás, a nyitott sövényben ez az arány több, mint 30%.
Lombos cserjesövényeket egy és több sorban, nyírott és nyíratlan formában is alkalmaznak kül- és belterületen egyaránt. Keskeny parcellák határolására vagy alacsony légvezetékek alá legcélszerűbb ezt a típust telepíteni. 
Vegyes örökzöld és lombos cserjesávokat több sorban, széles sávban szokás alkalmazni, elsősorban nagy zaj- és légszennyezési forrásnak kitett területek védősávjaként. 
Lombhullató fasorok főleg utak és nagyobb mezőgazdasági táblák mentén találhatók, általában egy fafajból állnak. 
Cserjesávval kísért fasorok jelentősége különösen a lejtős területeken nagy, ahol vízvisszatartó képességük révén védik a talajt az eróziótól és javítják a terület vízellátását.
A mezőgazdasági és ipari területek védősávjai főleg erdősávok keskeny, közepes és széles sávban alkalmazva, törzses fák, bokorfák és cserjék egyaránt megtalálhatók bennük. 
A vízpartok menti vegetáció ökológiai folyosóként működik, az általuk szegélyezett vízfelületet védő szerepük jelentős, ugyanakkor a károsodások könnyebben tovaterjednek vizes területeken, mint a szárazföldön.

## Zöldfolyosók létrehozásának indokai
A természetes és természetközeli élőhelyek fogyatkoznak az intenzív mezőgazdaság és a beépített területek növekedésével. A tájak feldarabolódásával a biológiai diverzitás csökken. Zöldfolyosókkal a védett területeken kívül is természetes vagy természetközeli élőhelyeket, menekülési útvonalakat lehet létrehozni. A foltos, mozaikos szerkezetű természetes és természetközeli élőhelyek összekapcsolása és védelme megoldható így, a barrierhatások megszüntethetők.

## Környezet- és természetvédelmi szerep

### Klímajavítás
A növénnyel fedett területek biológiailag aktív felületek, csökkentik a szélsebességet és a deflációt, környezetükben a relatív páratartalom nő. A városokban a párolgás hűtő hatása miatt csökkentik a felmelegedést, és az általuk létrehozott hőmérséklet-különbség miatt kisméretű légmozgást indukálnak, mely segíti az épületek közötti tér átszellőzését. 

### Levegőtisztaság és zajvédelem
A beépített területek por- és zajvédelmében pufferoló hatással rendelkezik.

### Talajvédelem
A megfelelően telepített vagy természetes erdő- és cserjesávok védik a talajt a vízerózió és a defláció ellen, lejtős területeken mérsékelik a felszíni lefolyást, ezáltal segítenek megőrizni a termőréteget és a talaj vízháztartási viszonyait. 

### Természetvédelem
Ezen funkciója az élőhelyek és a biológiai diverzitás megőrzésében jelentős. Ugyanakkor az özönfajok terjedésének is teret ad, ezáltal ellenkező hatást vált ki, azaz a sokféleség csökken. 

### Esztétikai szerep
Szegélyalkotó szerepe az utak, épületek tájba illesztésében illetve takarásában valósul meg, vizuális változatosságot ad, különböző jellegű területrészeket egységbe foglal. 

### Gazdasági haszon
Bár a termesztési területből helyet foglal, ugyanakkor az általa határolt táblát védi a szél mechanikai károsításától, a szomszédos táblák kórokozóinak és kártevőinek terjedésétől. Utak mentén gátolja a hóátfúvásokat, a forgalmat optikailag vezeti.
A mezőgazdasági területek vadeltartó-képességét növeli, ami a vadgazdálkodás szempontjából jelent hasznot.
Járulékos hasznai lehetnek a gyümölcs- és gyógynövénytermés, faanyagnyerési lehetőség, méhlegelő.